# 뭍게
뭍게(학명: Discoplax hirtipes)는 뭍게과 뭍게속에 속한 육생성 게의 한 종이다.